# Sotodosos
Sotodosos község Spanyolországban, Guadalajara tartományban. Sotodosos Alcolea del Pinar, Abánades, Luzaga, Hortezuela de Océn, Anguita, Saelices de la Sal és Esplegares községekkel határos. Lakosainak száma 33 fő (2024).

## Népesség
A település népessége az utóbbi években az alábbiak szerint változott:
| Lakosok száma | 60   | 64   | 61   | 55   | 50   | 42   | 38   | 33   | 30   | 33   |
|               | 2001 | 2004 | 2006 | 2009 | 2011 | 2014 | 2016 | 2019 | 2021 | 2024 |